# Ding Ling
Pour les articles homonymes, voir Ding et Ling.
Dans ce nom, le nom de famille, Ding, précède le nom personnel.
Œuvres principales
Le journal intime de Sophie, Le soleil brille sur la rivière Sanggan
Compléments
vice-présidente de la Fédération des écrivains chinois
Connue sous son nom de plume Ding Ling (en chinois : 丁玲), l'autrice chinoise Jiang Bingzhi (en chinois : 蒋冰之 ; pinyin : Jiǎng Bīngzhī) est née en 1904 dans le canton Linli de la province du Hunan, et morte en 1986. 
Elle reçoit en 1952 le Prix Staline pour son roman Le Soleil illumine le fleuve Sanggan (1948), et en 1953, elle est nommée à la vice-présidence de la fédération des écrivains. Après l'échec de la campagne des Cent Fleurs, elle est exilée en Mandchourie pendant douze ans puis incarcérée à Pékin.
L'essentiel de son œuvre fut écrite avant 1957, après quoi elle fut interdite jusqu'à sa réhabilitation en 1978.

## Biographie
Issue d’une famille intellectuelle propriétaire terrienne, elle perd son père à quatre ans. Sa mère et elle déménagent d’abord à Changde, où elle poursuit son éducation élémentaire, puis à Changsha, la capitale de la province.
Son intérêt pour la littérature, aussi bien chinoise qu’occidentale, est très vif dès son enfance. Elle rédige ses premières nouvelles et poèmes, qui sont publiés par le journal Xiangjiang, à l'âge de seize ans.
Elle fréquente ensuite une école de filles communiste à Shanghai, puis sollicite une inscription à l’université de Pékin en 1924, qui lui est refusée. Malgré cet échec, elle assiste aux cours pendant les trois années suivantes. C’est à la même période qu'elle rencontre son futur mari Hu Yepin (ils ne rendront officielles leurs fiançailles que plus tard). À cette époque remontent également les débuts de sa carrière littéraire, lancée par le succès immédiat avec lequel sa nouvelle, Journal intime de Sophie est accueilli par le public en 1927. Ce succès lui vaut la reconnaissance de Lu Xun qui l’invite à se rendre à Shanghai en compagnie de Hu Yepin et à se joindre à la Ligue des écrivains de gauche. Elle s'impose dans les auteures importantes des années 1930, parmi une génération acquise aux idées démocratiques, aux côtés de Bing Xin, Su Xuelin, Feng Yuanjun, Chen Xuezhao et Ling Shuhua.
En 1931, elle perd son mari, arrêté et exécuté pour son engagement communiste. Elle adhère au parti communiste chinois en 1932. Deux ans plus tard, elle subit à son tour la répression du Guomindang. Elle est condamnée à deux ans de prison, convertis ensuite en assignation à résidence.

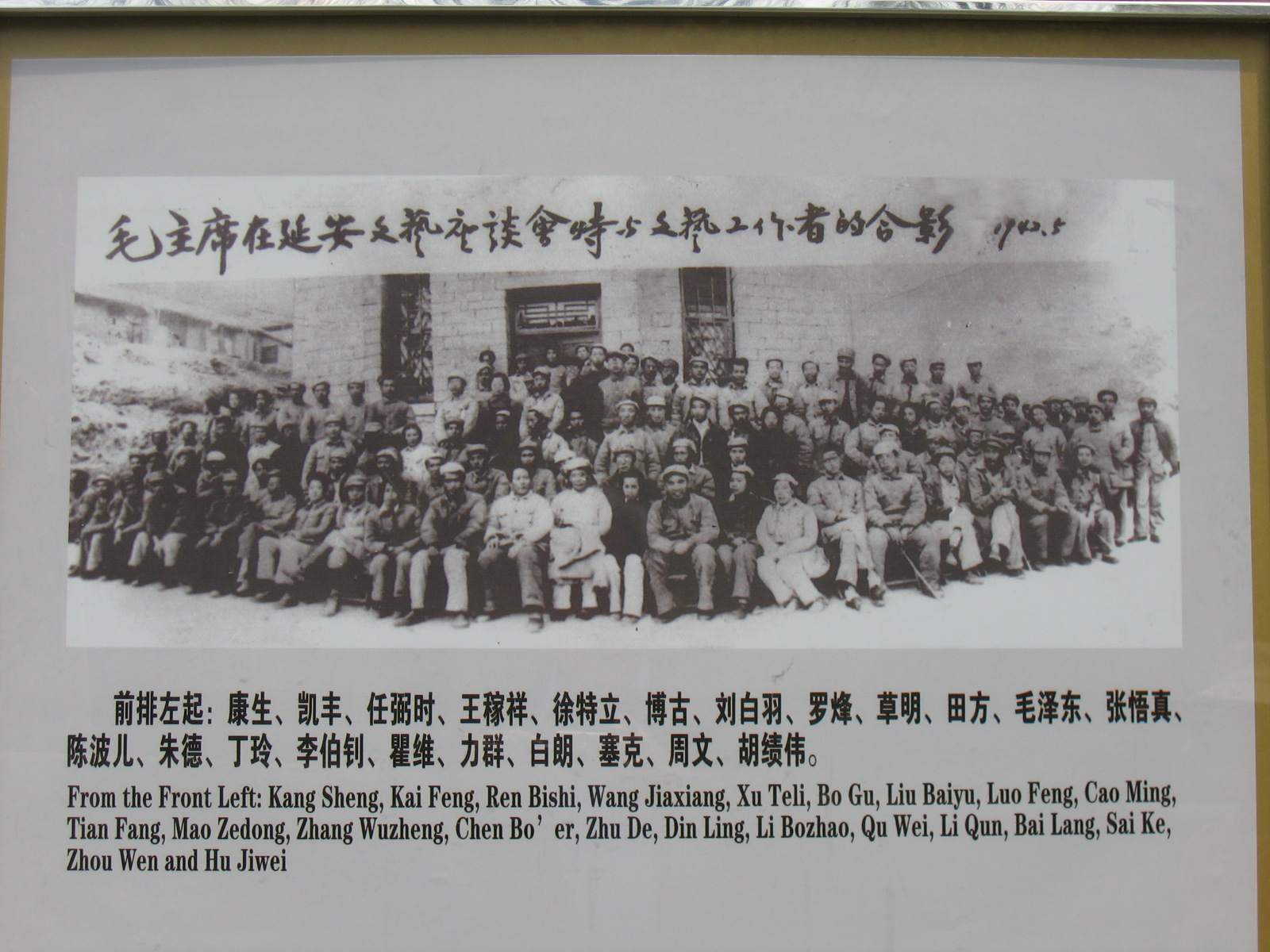
Photographie de groupe à Yan'an (mai 1942)

En 1936 Ding Ling réussit à prendre la fuite et se rend directement à Yan'an, au nord de la province du Shaanxi, où les communistes se sont réfugiés à l'issue de la Longue Marche. Grâce à sa renommée et aux soutiens dont elle bénéficie là-bas, elle est accueillie à bras ouverts. L’année suivante, elle formule de nouveaux projets de mariage avec l’écrivain et acteur Chen Ming, sans pour autant négliger son activité littéraire.
Lors de la « première campagne de dénigrement et d'humiliation » en 1942, des intellectuels en Chine communiste. Ding Ling est peut-être le plus célèbre écrivain qui s'associe avec Wang Shiwei en critiquant le parti communiste même si, elle s'est plus tard rétractée sous la pression et se retourna contre Wang Shiwei,.
En 1949, à la fondation de la République populaire de Chine, elle se voit attribuer plusieurs fonctions officielles par le gouvernement :
- Direction de la section pour les arts et la littérature de la section de propagande du Comité central du Parti communiste chinois ;
- Membre du Conseil de la culture et de l’éducation ;
- Direction de l’Institut central pour la littérature,

En 1952, le Prix Staline lui est attribué, pour son roman Le Soleil illumine le fleuve Sanggan (1948), de ses œuvres et en 1953 elle devient vice-présidente de la Fédération des écrivains.
Lors du Mouvement Correctionnel, auquel aboutissent les Discours sur la création littéraire et artistique de Mao à Yan’an en 1942, s'étaient déjà manifestées des attaques indirectes à propos des articles critiques qu'elle a pu écrire sur la bureaucratie du Parti (publiés dans le cadre de son activité de rédactrice pour le quotidien Libération en 1932). En 1951, on lui reproche de plus en plus de ne pas respecter les directives sur la politique culturelle du Parti. D'abord uniquement internes, ces accusations sont reprises officiellement à partir de 1955 pour culminer pendant la répression qui suit l’échec de la  campagne des Cent Fleurs.
Alors qu’elle refuse de faire son autocritique, elle est envoyée dans une ferme d’État en Mandchourie à la frontière sino-soviétique en 1958, puis incarcérée dans les environs de Pékin de 1970 à 1975 et obligée à se rendre dans un village montagnard de la province du Shaanxi.
À la suite de la défaite des maoïstes radicaux (la Bande des Quatre est écartée du pouvoir en 1976), le gouvernement la réhabilite et la rétablit au poste de vice-présidente de la Fédération des écrivains chinois. Il la nomme également vice-présidente de la section chinoise du PEN club à sa fondation en 1980. Dans ce cadre, elle effectue également ses premiers voyages à l’étranger, aux États-Unis en 1981, en France en 1983.

## Œuvres
- Fiction :
- 1927 – Mengke (nouvelle)
- 1927 – Le journal intime de Sophie (nouvelle)
- 1928 – Dans l’obscurité (nouvelles)
- 1929 – Journal intime d’un suicide (nouvelles)
- 1930 – Weihu (nouvelle)
- 1930 – Une femme (nouvelles)
- 1931 – Inondations (nouvelle)
- 1933 – Mère, nouvelle
- 1933 – Réunion nocturne (nouvelles)
- 1940 – La nuit (nouvelle)
- 1942 – Réflexion concernant le 8 mars (essai)
- 1948 – Le Soleil illumine le fleuve Sanggan (roman)
- 1965 – Du Wanxiang (nouvelle)